# Pietro Lizier
Pietro Lizier (Venezia, 23 aprile 1896 – 2 agosto 1973) è stato un politico italiano.

## Biografia
Bisnonno di Alvise Lizier,nel maggio del 1945 fonda il quotidiano di partito locale Popolo del Veneto .
Eletto nel gruppo democristiano alla Costituente, viene rieletto nella I legislatura.